# Maître de Lecceto
Le Maître de Lecceto (En italien :Maestro di Lecceto) désigne un maître anonyme, un peintre italien qui fut actif au cours du Quattrocento à Sienne et dans ses environs.
Il peut être confondu avec un autre maître anonyme le Premier Maître de Lecceto, lui aussi fut actif au XVe siècle italien dans le territoire siennois.

## Biographie
La dénomination de cet artiste provient du chantier de l'Ermitage de Lecceto (it), près de Sienne, où l'on estime qu'il se soit formé.

## Œuvres
Parmi les œuvres qui lui sont attribuées figurent :
- Storie di Didone, Musée du Petit Palais, Avignon,
- La Vierge à l'Enfant couronnée par deux anges, attribuée nominativement à Pietro di Ruffolo, musée du Petit Palais, Avignon, Notice no 000PE012779, sur la plateforme ouverte du patrimoine, base Joconde, ministère français de la Culture
- Le Roi Salomon et la Reine de Saba, panneau d'un cassone peint à l'occasion du mariage entre deux nobles familles siennoise, conservé au Metropolitan Museum of Art à  New York.

## Sources
- (it) Cet article est partiellement ou en totalité issu de l’article de Wikipédia en italien intitulé « Maestro di Lecceto » (voir la liste des auteurs).